# Alhelí (cómic)
Alhelí (inglés Wallflower), alias Laurie Collins, es una mutante que aparece en los cómics publicados por Marvel Comics. Ella es un miembro del cuerpo de estudiantes del  Instituto Xavier y una miembro del Escuadrón de entrenamiento Nuevos Mutantes. Después de los acontecimientos de  Día M, ella era uno del puñado de mutantes que mantuvieron sus poderes. Apareció por primera vez en New Mutants, vol. 2 # 2 y murió en New X-Men, vol. 2 # 25.

## Biografía ficticia del personaje

### Antes del Instituto
Laurie es un mutante de segunda generación. Su padre, Sean Garrison, de quien recibió su poder, utilizó su poder para manipular a la gente y obtener dinero, fama y mujeres. La madre de Laurie, Gail, era una de esas mujeres. Ella rompió con él cuando se convirtió en inmune a su poder porque estaba embarazada de su hija. Crio a Laurie sola. Laurie dándose cuenta de que su madre estaba dolida se convirtió en una solitaria. Mientras estaba de vacaciones sus poderes se manifestaron, lo que la hizo llegar a ser muy popular. Su madre se dio cuenta de esto y le habló a su hija acerca de sus poderes y que el uso de ellos en la gente está mal. Como Laurie no tenía control sobre sus poderes y las personas involuntariamente reflejaban sus propias emociones, esto la asustó y se volvió aún más retraída que antes.

### Instituto Xavier
Después de que el Instituto Xavier se hiciera público, Gail la envía allí y se muda a Salem Center para estar cerca de ella, para que pudiera tener una persona en cuyas reacciones podía confiar. A pesar de que ella envió a Laurie a la escuela para que pudiera hacer amigos, Laurie sigue siendo una solitaria y pasan varios compañeros de cuarto en una rápida sucesión.
Finalmente Sofía Mantega es emparejada con Laurie y con su poder de soplar las feromonas a distancia, Laurie ya no tiene que preocuparse por la manipulación de su compañera de cuarto. Bajo la presión de Sofía comienza a desarrollar amistad con  David Alleyne y  Kevin Ford. En una visita al exmayordomo de Sofía son atacados por los Reavers y Laurie es apuñalada en el corazón. Se salva gracias a Josh Foley, que usa su poder para sanarla.
Laurie siente un flechazo inmediato por Josh, pero antes de que pueda enamorarlo, él pierde la cabeza por Rahne Sinclair. Alhelí no obstante sigue estando enamorada de Elixir y la visión de él en peligro de muerte le da la fortaleza emocional para tomar el control de sus poderes.
Después de que la mansión sea destruida y reconstruida otra vez, es asignada al escuadrón oficial de los Nuevos Mutantes con Elixir, Danza del Viento, Prodigio, Tensión y Ruina y se le dio el nombre en clave de Alhelí. Cuando Rahne rompe con Josh diciendo que una relación con él es inapropiada ya que ella es profesora, él comienza a salir con Laurie para poner a esta celosa.
Finalmente Rahne, sintiendo que sería más conveniente para Josh estar con Laurie, después de que los ve a los dos regresar de una cita, decide terminar su relación con él para siempre. Kevin espía su conversación con Elixir y utiliza la información para que Josh y Laurie rompan. Laurie queda desilusionada por la experiencia, yendo tan lejos como usar sus feromonas para manipular a David y que la bese en el baile en un intento exitoso para poner celoso a Josh. Sofía se da cuenta de lo que está sucediendo y la fiesta termina con el desmantelamiento del escuadrón.
A partir de entonces, Sofia lleva a todos los Nuevos Mutantes a un campamento nocturno en el recinto del Instituto Xavier. Aunque el intento inicial de Sofia en buscar una reconciliación termina en desastre, una pelea a puñetazos entre Josh y David lleva a Laurie a confesar a Josh lo que había sucedido en el baile. Más tarde ella, junto con el resto del grupo, escucharán lo que Ícaro siente en su corazón y todos terminan haciendo las paces.

### Post Día M
Después de los eventos del Día M donde casi toda la población mutante perdió sus poderes, Laurie fue uno de los pocos que conservó el gen mutante. El pánico se extendió por toda la escuela como consecuencia de la aniquilación y pensando que había perdido sus poderes también, Kevin toca a Laurie y le corrompe el brazo. Poco después de este trauma, Laurie es asesinada a tiros por un francotirador que trabaja para el reverendo William Stryker. Más tarde se reveló que Stryker la había matado porque una visión del futuro predecía que ella sería la única capaz de derrotar a su ejército.
Mucho tiempo después, un científico maníaco utiliza material genético exhumado de Laurie (así como el material genético de numerosos aliados y enemigos de los X-Men) para crear armas Bio-Centinelas alojadas dentro de los cuerpos clonados.

## Poderes y habilidades
Alhelí puede controlar las emociones a través del uso de feromonas emitidas. Inicialmente ella no podía controlar cuando las liberaba y sólo transmitía las emociones que sentía. Antes de su muerte, en el Instituto, aprendió a controlar sus poderes y podía mantener sus feromonas en calma, las desprendía y podría inducir una variedad de respuestas emocionales y físicas, incluyendo el miedo, la ira, la lujuria, la tranquilidad, la felicidad y el sueño. Se debatió por los guionistas y los X-Men en el cómic que si ella conseguía el control completo de sus poderes podría aplicarlas controlando masas o desmotivando ejércitos enteros.

## Otras versiones

### Dinastía de M
Cuando la Bruja Escarlata cambió la realidad para que los mutantes fueran la especie dominante, Laurie era un estudiante en el Instituto de Liderazgo de Nuevos Mutantes. Como Sofía pertenecía al escuadrón de entrenamiento Infernales de S.H.I.E.L.D., las niñas no tenían una estrecha amistad, Sofía incluso afirmó que odiaba a Laurie por ser una "niña de papá".
Laurie estaba más cerca de su padre y distanciada con su madre humana en esta realidad, además de era muy amiga de Mercurio, su compañera de cuarto. Tanto ella como su padre eran agentes encubiertos de S.H.I.E.L.D. y cuando  Quentin Quire lee su mente y descubre la verdad ella utiliza sus poderes de feromonas para que se suicide y haciéndolo con sus propios poderes.
Los Nuevos Mutantes y los Infernales se unen para encontrar al padre de Tensión, un terrorista buscado. Cuando los terroristas humanos revelan la naturaleza despreciable de "Proyecto Génesis" a los conmocionados chicos, Laurie revela su verdadera naturaleza y hace que los grupos luchen entre sí hasta la muerte, alegando que ella no se preocupa por la experimentación humana ilegal, pues sólo trata de encontrar y atrapar a los terroristas humanos. Mercurio, la único inmune a sus poderes, le ruega a Laurie como amiga que parara la pelea. Esta se niega, confesando que ella siempre la odió porque no podía manipular sus feromonas. Al no tener ninguna otra opción Mercurio la apuñala en el pecho, matándola y poniendo fin a la lucha.